# NGC 6852
NGC 6852 је планетарна маглина у сазвежђу Орао која се налази на NGC листи објеката дубоког неба.
Деклинација објекта је + 1° 43' 43" а ректасцензија 20h 0m 39,2s. Привидна величина (магнитуда) објекта NGC 6852 износи 12,6 а фотографска магнитуда 12,8. NGC 6852 је још познат и под ознакама PK 42-14.1.